# Ministero dell'Italia occupata
Il Ministero dell'Italia occupata fu istituito dal Governo Bonomi III con decreto n. 395 del 12 dicembre 1944 per coordinare i rapporti con il CLNAI e il CVL, oltre che per fornire assistenza alla popolazione del Nord Italia.
Il Ministro era Mauro Scoccimarro, sottosegretario Aldobrando Medici Tornaquinci, che rimasero al dicastero fino al 21 giugno 1945.
Ha anche curato l'edizione di Brigata Sinigaglia, il primo libro sulla lotta armata di liberazione a uscire in Italia alla fine della guerra, in 10 000 copie, tutte vendute, e del film propagandistico Giorni di gloria.
Nel 1945, presso il Sottosegretariato del Ministero dell'Italia Occupata, fu insediata la Commissione Centrale per i crimini di guerra, al fine di accertare i delitti compiuti dai tedeschi e dai fascisti in danno della popolazione civile italiana dopo il 25 luglio 1943.
Fu soppresso con Decreto Luogotenenziale n. 391 del 5 luglio 1945, le attribuzioni concernenti l'assistenza ai patrioti furono trasferite al Ministero dell'assistenza postbellica, a sua volta soppresso con Decreto Legislativo del Capo provvisorio dello Stato, n. 27 del 14 febbraio 1947.

## Fonti
- Aspettando la Repubblica: i governi della transizione : 1943-1946, di Aldo G. Ricci - Donzelli Editore
- Regione Toscana, su regione.toscana.it.
- titanus.museodelcinema.it.
- treccani.it.